# Ендогена дормантност семена
Ендогена дормантност семена према терминологији коју је предложио Ланг са сарадницима, представља ендодормантност јер је мировање диктирано физиолошким или морфолошким факторима у самој структури која је дормантна. Ендогена дормантност потврђује се ако ембрион експлантиран из окружујућих ткива не расте и не развија се. 

## Морфолошка дормантност
Овај тип који се јавља претежно код тропских врста, али може се наћи и код извесног броја врста из умерене зоне, јавља се због неразвијеног ембриона у време дијаспоре. Да би тропска биљка Annona crassiflora, на пример, почела да клија потребно је око осам месеци од почетка имбибиције.  Због морфолошке неиздиференцираности ембриона, који је у моменту зрелости семена у облику мале прозирне масе ћелија (фаза проембриона) одложено клија и семе магнолија, божиковине, павити, бисерка, декаиснеје... У ендосперму су обично присутне инхибиторне материје које се активирају на вишим температурама, па је ефикасан начин за индуковање клијања температура до 15оC или излагање алтернативним вишим и нижим температурама.
Код неких врста јасена (Fraxinus excelsior L., F. mandshurica Rupr., F. nigra Marsh.), курика, рододендрона и ерика као и код лимбе (Pinus cembra L.), ембрион је морфолошки потпун али мали (мањи од половине семене шупљине), па му је потребан накнадни раст на 20оC. Истраживањем сазревања ембриона белог јасена откривено је да ембрион израсте дупло искључиво издуживањем (без ћелијских деоба) и различитим цитолошким променама: смањењем липида, повећањем беланчевина и дихтиозома, диференцирањем пластида заједно са ендоплазматичним ретикулумом. 
Морфолошка дормантност карактеристична је и за многе палме, код којих је потребно неколико година да би семе проклијало. Излагање семена температурама 38-40оC скраћује овај период на 3 месеца.

## Физиолошка дормантност
Главни узрок физиолошке дормантности семена је смањена метаболичка активност ембриона, па је потребно да семе буде у условима високе влаге и ниске температуре (природним условима током зиме) да би се постигао одговарајући ниво ензима, хормона, растворљивих метаболита и других компоненти потребних ембриону за клијање. За смањену активност ембриона и смањену размену гасова уведен је термин физиолошки инхибирајући механизам (ФИМ). Семе биљака са овим особинама може се поделити у три групе преме степену дормантности на оне са плитком, средњом и дубоком дормантношћу. Плитка (лака) дормантност семена каква је код појединих врста из рода Cedrus, Picea, или код Larix leptolepis (Sieb.et Zucc.) Sieb. ex Gord., Pinus contorta Dougl. ex Loud., P. flexilis James, P. strobus L. и Tsuga canadensis (L.) Carr. нестаје када је семе до неколико недеља у влажно-хладним условима.
Физиолошке сметње или необављене хемијске промене узрок су тежих облика дормантности код врста из родова Cotoneaster, Juniperus, Acer, Sorbus... који се отклањају само дужим боравком семена у влажно-хладним условима. У овој групи је и Campsis radicans (L.) Seem. на чије семе влажно-хладни услови од 1 и 2 месеца не утичу или утичу слабо, док исти услови од 3 до 4 месеца отклањају сметње.
На неопходно присуство светлости при клијању семена многих врста дрвећа и жбуња указује Николајева, па и на Betula pendula Roth и Pinus sylvestris L. као добре примере врста са лаком физиолошком дормантношћу. Потреба за светлошћу може се заменити хладно-влажним условима, регулаторима раста (гиберелинска киселина) или парцијалним повећањем притиска кисеоника. Стимулација клијања светлошћу може да утиче на синтезу ензима (гиберелина и цитокинина), ефекте пропустљивости мембране или синтезу mRNA. У природи семе које је током зиме у влажним и хладним условима губи фотосензитивност и клија упролеће иако је затрпано стељом или земљом где је квалитет светлости измењен и ближи далекоцрвеном делу спектра (730 nm) него црвеном (660 nm). Неке од врста са средњим и дубоким облицима дормантности су Acer pseudoplatanus L., Acer platanoides L. Corylus spp, Fraxinus excelsior L., Malus spp, Sorbus spp, Prunus spp, Pinus cembra L., P. lambertiana Dougl., P. monticola Dougl. и P. peuce Gris. Код неких од ових врста физиолошка дормантност може бити комбинована са недозрелим ембрионом или непропусном семењачом.
Код неких врста физиолошка дормантност може да буде ограничена на део ембриона. Дормантност код глога везана је за хипокотил (поред јаког ендокарпа). Током зиме хипокотил из базне реакције прелази на киселу. Удике се одликују етапним клијањем продуженим на две године због дормантности хипокотила и епикотила (прво клија коренак, а знатно касније се развијају хипокотил и епикотил). Дрвенасти божур такође потпуно исклија тек у другој години због физиолшке дормантности епикотила.

## Морфофизиолошка дормантност
Семе неких врста има неразвијен ембрион (морфолошка дормантност), а после раста ембриона на вишим температурама (током јесени) индукује се ФИМ који се неутралише ниским, зимским температурама и влагом. Такво је семе Fraxinus excelsior L., Pinus koraiensis Sieb. et Zucc. и P. parviflora Sieb. et Zucc.
У многим случајевима, поред морфофизиолошке дормантности, јављају се различите комбинације егзогених и ендогених типова дормантности, као што је то сличај са глоговима, липама, тисом, грабом, клекама, дреном... 